# 1-й Ольховский тупик
Пе́рвый Ольхо́вский тупи́к — небольшая улица в центре Москвы в Красносельском районе от Ольховской улицы.

## Происхождение названия
Ранее назывался Большой Ольховецкий переулок. Этот переулок в XIX веке был пересечён полотном Московско-Рязанской железной дороги. Часть его превратилась в тупик, а другая часть на некоторое время унаследовала старое название (ныне Давыдовский переулок). Номерную приставку тупик получил в 1928 году после появления просто Ольховского тупика.

## Описание
1-й Ольховский тупик начинается слева от Ольховской улицы и проходит на север, заканчивается тупиком в городской застройке недалеко от железнодорожной линии Казанского направления.

## Здания и сооружения
- № 8А — Московско-Рязанская дистанция гражданских сооружений, водоснабжения и водоотведения Московско-Рязанского отделения.

## См.также
- Ольховская улица
- Ольховский тупик